# عملة بلاتينية

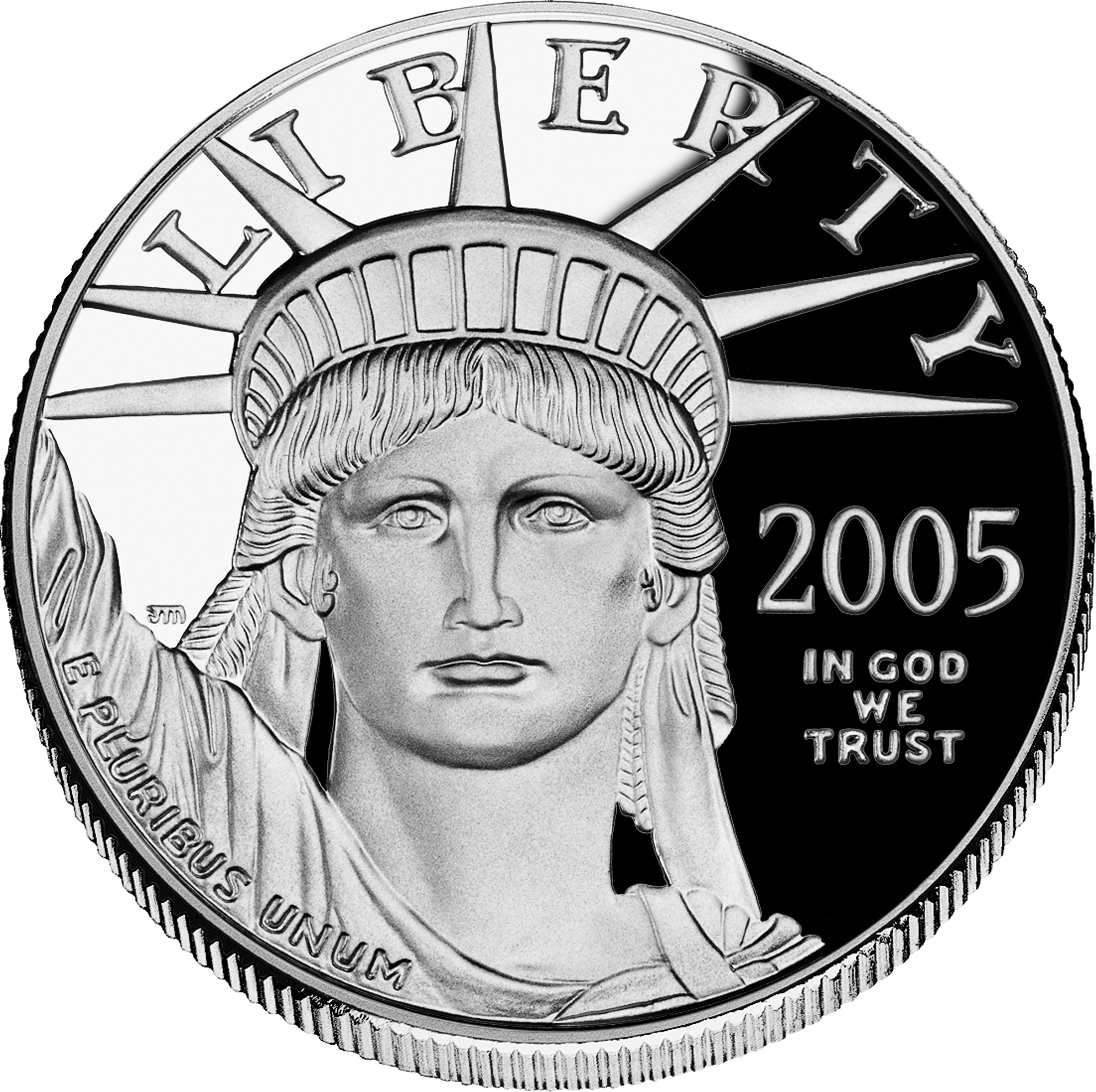
الوجه المشترك لعملات النسر الأمريكي

العملات البلاتينية هي شكل من أشكال العملة. البلاتين لديه رمز عملة دولي تحت ISO 4217 من XPT . بدأت إسبانيا في إصدار العملات البلاتينية الشرعية في أمريكا المستعمرة من قِبلها في القرن الثامن عشر، واستمرت في إصدارها الإمبراطورية الروسية في القرن التاسع عشر. وباعتبارها شكلاً من أشكال العملة، أثبتت هذه القطع النقدية أنها غير عملية: فالبلاتين يشبه العديد من المعادن الأقل تكلفة، وعلى عكس الفضة والذهب الأكثر قابلية للطرق والسحب، فمن الصعب للغاية التعامل معه. صدرت العديد من مجموعات العملات التذكارية ابتداءً من عام 1978 وأصبحت شائعة بين هواة جمع العملات. تشمل العملات المعدنية البلاتينية الرئيسية النسر البلاتيني الأمريكي، ورقة القيقب البلاتينية الكندية، كوالا البلاتينية الأسترالية، النبيل المنكس، الباندا البلاتينية الصينية، والأوركسترا الفيلهارمونية النمساوية فيينا، والعديد من السلاسل التي أصدرها الاتحاد السوفييتي ثم الاتحاد الروسي لاحقًا.

## تاريخ
استخدم البلاتين لأول مرة في سك العملات المعدنية في أمريكا المستعمرة من قِبل إسبانيا. بعد اكتشاف البلاتين في صخور الذهب، لم يتمكن الإسبان من استخدامه لفترة طويلة لأنهم لم يمتلكوا التكنولوجيا اللازمة لمعالجة هذا المعدن. استخدم البلاتين الرخيص آنذاك في أنواع مختلفة من عمليات الاحتيال، مثل استبداله بالفضة الأكثر تكلفة. بعد اكتشاف اختلاط البلاتين بالذهب، بدأ المزورون بإضافته إلى العملات الذهبية. من المرجح أن البلاتين المصادر من المزورين القي في البحر، وفقًا للمرسوم الملكي لعام 1735، إلا أن هذا الأمر غير مؤكد، وربما يكون قد القي بضعة كيلوغرامات فقط في الأنهار. وفي وقت لاحق، اعتمدت السلطات في إسبانيا ممارسة إضافة البلاتين إلى الذهب كرابط من أجل خفض محتوى الذهب في العملات المعدنية. وفي إسبانيا أيضًا، في منتصف القرن التاسع عشر، بدأ المزورون في إنتاج العملات السيادية البريطانية من سبيكة مطلية بالذهب من البلاتين والنحاس، بالاعتماد على وزن نوعي مماثل من البلاتين والذهب.
في عام 1814، ضربت الولايات المتحدة نصف دولار من البلاتين.

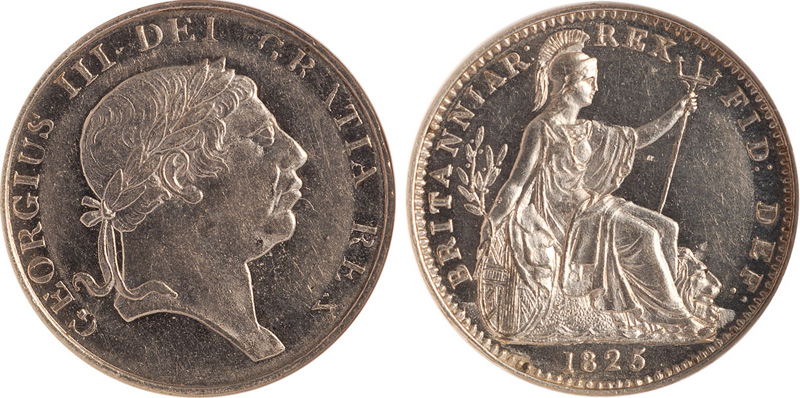
عينة ميول تجريبية صنعت في المملكة المتحدة. الوجه الأمامي هو رمز بنك 9 بنسات من عام 1812 (S3773A)، والوجه الخلفي هو عملة الفارثينج من عام 1825. توفي جورج الثالث في عام 1820 وخلفه ابنه (جورج الرابع) الذي يظهر تصميم ظهر العملة المعدنية الذي يحمل اسم فارثينج (على اليمين).

في أواخر عشرينيات القرن التاسع عشر، أنتجت دار سك العملة الملكية البريطانية عدة عملات معدنية تجريبية كجزء من التجارب على استخدام البلاتين في العملات المعدنية. إحدى هذه العملات لها نفس قطر الفارذنغ ولها نقش ضعيف بسبب صلابة البلاتين العالية. استخدم رمز البنك 9 بنسات لعام 1812 (S3773A) للوجه الأمامي والفرذنغ لعام 1825 للأجزاء الخلفية من هذه العملة. لم تصنع قوالب لهذه التجارب، لذا استخدمت قوالب منتهية الصلاحية للعملات المعدنية المقابلة بدلاً منها. العملات المعدنية التي سكت باستخدام قوالب من عملتين مختلفتين تسمى "ميول" . تحمل العملة المعدنية عام 1825، ولكن من المرجح أنها طبعت في تاريخ لاحق. مثل جميع العملات المعدنية الاختبارية، يتمتع الفارذنغ البلاتيني بقيمة تاريخية ونقدية عالية. هذه العملة مثيرة للاهتمام أيضًا لأنها تحمل صورة الملك المتوفى جورج الثالث (1738-1820).
الحالة الوحيدة التي استخدمت فيها العملات البلاتينية كعملة وطنية منتظمة كانت في روسيا، حيث تداولت العملات بين عامي 1828 و1845. ثبت أن هذه العملات غير عملية: فالبلاتين يشبه العديد من المعادن الأقل تكلفة، وعلى عكس الفضة والذهب الأكثر قابلية للطرق والسحب، فمن الصعب للغاية التعامل معه. ومع ذلك، كان التجار يقدرون العملات البلاتينية لأن نقطة انصهارها الأعلى تعني أنها أقل عرضة للذوبان في حريق المنزل مثل العملات الذهبية أو الفضية.  ولم يستأنف سك العملات البلاتينية إلا بعد مرور 130 عامًا. بين عامي 1977 و1980، استعدادًا لدورة الألعاب الأولمبية الصيفية لعام 1980، أنتج الاتحاد السوفييتي خمس مجموعات من العملات التذكارية، ومنذ عام 1988 صدرت عملات بلاتينية تذكارية كل عام. استمرت ممارسة إصدار العملات البلاتينية بشكل منتظم في روسيا الحديثة، ومنذ عام 1992 أصدر البنك المركزي الروسي 16 مجموعة من العملات البلاتينية.
منذ عام 1983، بدأت بلدان أخرى في سك العملات البلاتينية بشكل منتظم. ومن الأمثلة الأكثر شهرة قط البلاتين، بلاتينيوم نوبل من جزيرة مان، بلاتينيوم مابل ليف الكندي، بلاتينيوم باندا الصيني، بلاتينيوم كوالا الأسترالي.
اقترح سك عملة بلاتينية بقيمة تريليون دولار كحل لأزمة سقف الدين في الولايات المتحدة في عام 2023.

## سلسلة عملات البلاتين
أصدرت العديد من البلدان الأخرى عملات بلاتينية، ولكن على شكل عملات سبائك فقط. تعتبر هذه العملات متسلسلة لأن تصميم الوجه الخلفي والوجه الأمامي هو نفسه أو مشابه لجميع العملات المعدنية في سنة معينة. بالإضافة إلى أوجه التشابه في التصميم، تدمج هذه العملات المعدنية في السلسلة لأنها تصدر سنويًا لفترة زمنية محددة. على سبيل المثال، انتج Platinum Panda من عام 1987 إلى عام 2005، وانتج American Platinum Eagle من عام 1997 إلى عام 2008.
| دولة             | اسم                            | سنة الإصدار     |
| ---------------- | ------------------------------ | --------------- |
| الولايات المتحدة | النسر البلاتيني الأمريكي       | 1997–حتى الآن   |
| كندا             | ورقة القيقب البلاتينية الكندية | 1988–1999، 2002 |
| جزيرة مان        | بلاتينيوم نوبل                 | 1983–1989، 2016 |
| جزيرة مان        | قطة بلاتينية                   | ؟               |
| أستراليا         | بلاتينيوم كوالا                | 1988–2010       |
| الصين            | الباندا البلاتينية الصينية     | 1988–2005       |
| النمسا           | أوركسترا فيينا الفيلهارمونية   | 2016–حتى الآن   |
| المملكة المتحدة  | بريتانيا                       | 2018-حتى الآن   |

## إصدارات فردية
خصصت العديد من العملات التذكارية لحدث أو ذكرى مهمة وإصدارها مرة واحدة فقط. على سبيل المثال، أصدرت إستونيا عملة بلاتينية في عام 2008 تكريمًا لذكراها التسعين، أصدرت تونجا 400 عملة بلاتينية في عام 1967 لتتويج تاوفاهاو توبو الرابع. تشمل البلدان الأخرى التي سكّت عملات بلاتينية تذكارية بلغاريا، الكونغو، بنما، جنوب أفريقيا، البرتغال، وفرنسا.
بدأت القضية الإستونية في 24 فبراير 2008- يوم الاستقلال- وشملت العملات الفضية، الذهبية، والبلاتينية. كانت العملة البلاتينية هي الأولى من نوعها في إستونيا. ظهر على ظهرها طائر السنونو- الرمز الوطني لإستونيا- يظهر الوجه الآخر شعار النبالة الوطني. كانت العملة المعدنية بقيمة اسمية 100 كرونة إستونية، ونقاء البلاتين 999/1000، ووزنها 7.775 غرام، وقطرها 18.0 ملم. صممت العملة المعدنية بواسطة تيت جورنا وإنتاجها بواسطة دار سك العملة الفنلندية بكمية 3000 قطعة. أقيم البيع الافتتاحي في قاعة الاستقلال في البنك الوطني، حيث اعلن استقلال إستونيا قبل 90 عامًا؛ بيع 349 عملة و176 مجموعة خلال ثلاث ساعات ونصف. بيع العدد بأكمله الآن.

## الاستثمار في العملات المعدنية وتخزينها
تُعد عملات البلاتين استثمارًا شائعًا، ويزداد عدد هذه العملات التي يبيعها بنك سبيربنك الروسي سنويًا بنسبة 30-50%. يتفق معظم الخبراء على أن مثل هذه الاستثمارات يجب أن تكون ذات طابع طويل الأجل، حيث أن ارتفاع سعر البلاتين بطيء نسبيًا- حوالي 80% على مدى السنوات الخمس الماضية، باستثناء الارتفاع السريع الذي تلاه انخفاض في عام 2008. بالإضافة إلى ذلك، في حين أن معظم البنوك يمكنها بيع العملات البلاتينية، إلا أن القليل منها فقط يشتريها، حيث يتطلب هذا تقييمًا من قبل متخصص ذي خبرة. على سبيل المثال، 5% فقط من مكاتب سبيربنك (البنك الرئيسي في روسيا) في العاصمة موسكو تستبدل العملات المعدنية الثمينة. يتأثر سعر البيع أيضًا بشكل كبير بالخدوش المرئية، البقع، الصدأ، والعيوب الأخرى الناجمة عن سوء التعامل. ولهذا السبب، تغلف معظم العملات المعدنية بالبلاستيك الشفاف مباشرة بعد إخراجها من المكبس. ثم تخزينها في غرفة جافة ذات رطوبة نسبية أقل من 80% وفي درجات حرارة تتراوح بين 15 و40 درجة مئوية. إذا ازيلت العملة المعدنية من ختمها البلاستيكي، فمن المستحسن عدم تخزينها في ألبومات PVC، حيث تتحلل جزيئات PVC تدريجيًا، مما يؤدي إلى إطلاق مركبات الكلور العضوي التي تنتج طبقة خارجية على العملات المعدنية. يمكن لهذه المركبات أيضًا تكوين أحماض عن طريق التفاعل مع الرطوبة. على عكس الفضة، لا يتآكل البلاتين. ومع ذلك، كما هو الحال بالنسبة لجميع العملات المعدنية غير المحمية، فإن العملات المعدنية البلاتينية معرضة للتلوث الذي يمكن أن يحدث حتى عن طريق الغسيل بماء الصنبور (المحتوي على الكلور).

## فهرس
- Bruce, Colin R. & Michael, Thomas (1991). Standard Catalog of World Coins 1901–2000. Krause Publications. ISBN:0-89689-500-9.[وصلة مكسورة]
- Chester L. Krause؛ Clifford Mishler (2003). 2004 standard catalog of world coins: 1901–present. Krause Publications. ISBN:0-87349-593-4.

## روابط خارجية
- صور النسر البلاتيني الأمريكي